# Geissanthus floccosus
Geissanthus floccosus är en viveväxtart som beskrevs av Carl Christian Mez. Geissanthus floccosus ingår i släktet Geissanthus och familjen viveväxter. Inga underarter finns listade i Catalogue of Life.